# Gafarró becgròs meridional
El gafarró becgròs meridional (Crithagra buchanani) és un ocell de la família dels fringíl·lids (Fringillidae).

## Hàbitat i distribució
Habita sabanes àrides del sud i sud-est de Kenya i nord-est i centre de Tanzània.